# 遠山一郎 (国文学者)
遠山 一郎（とおやま いちろう、1946年 - ）は、日本の国文学者、愛知県立大学名誉教授。

## 人物・来歴
中国天津生まれ。
東京教育大学大学院修士課程修了、79年筑波大学（校名変更）文芸言語研究科博士課程中退、1997年「歌による天皇神話の形成」で北海道大学文学博士。1979年神奈川県立衛生短期大学講師、1984年愛知県立大学助教授、のち教授。同大学在職中に南山大学留学生別科非常勤講師（1999年〜2006年）、2012年定年退任、名誉教授。2024年、瑞宝小綬章受章。
遠山の専門は上代文学。研究は、日本古代の天皇の神格化の解明である。

### 業務内容
遠山は、愛知県立大学の図書館長を務め、また、学部および大学院における学生の育成とともに、同大学における大学院修士課程、博士課程設立にあたっての文部科学省との折衝をおこない、同大学大学院の研究科長を務めている。また、公費研究留学によるケンブリッジ大学との関わりを生かし、主にヨーロッパにおける日本研究者たちとの学術交流に努めた。加えて、南山大学の、主にアメリカからの留学生むけに英訳による日本古典文学、日本近代文学の作品を読む授業を、英語でおこなっている。

### 学位
文学修士　東京教育大学（1976年）、博士（文学）　北海道大学（1997年）

### 海外研究歴
ケンブリッジ大学東洋研究部研究員（1994年〜1995年）招請者は同研究部　Dr Peter Kornicki 

### 国際交流、講演
日本文化への理解を海外に広めるために、次のような講演を英語でおこなっている。
(1)'Fiction in Ancient Genealogy'
Seminar of the School of Oriental and African Studies, University of London, UK
25 February 1995
(2)'Japanese Culture and History for US Citizens'
Inter Elder Association of Japan, Nagoya International Centre
1997-2003
(3)'Divinity of Emperors in Today's Japan'
Conference of Rocky Mountain Southwest Regional Japanese Seminar 2000
University of Arizona, Tucson, USA
3 November 2000
(4)'Poems by Courtiers and Soldiers in the Manyo Shu'
JSAA(Japanese Studies Association of Australia) Biannual Conference 2001
The University of New South Wales and The University of Sydney, Australia
30 June 2001
(5)'Japanese Mythology of the Unbroken Line of Japanese Emperors'
Monash Asia Institute, Monash University, Melbourne,Australia
12 August 2003
(6)'Tradition or Invention ;Two Principles of Japanese Ancient Literature'
JSAA 2003 Biannual Conference , The Queensland University of Technology,Brisbane, Australia
2 July 2003
(7)'Mythology of the Unbroken Line of Japanese Emperors'
Research Seminar Program, Japanese Studies Centre , Monash University, Melbourne, Australia
12 August 2003
これらの学術交流、講演は、日本とアメリカ合衆国、ヨーロッパ諸国、オーストラリアとの結びつきを深める働きに寄与している。その働きを明らかに示したのは、（4）の2001年の学会の総会に、当時の現職のオーストラリア首相　John Howard　が現われ、日本研究の意義について述べたことである。

### 研究内容
遠山の研究の主題は、5世紀から8世紀のころに、日本において、天皇がどのように神格化されたかを明らかにすることである。この研究の結論はつぎの2つである。
①天皇を神であると言い表したのは『万葉集』に残された歌である。
②『古事記』『日本書紀』は、天皇を人として記している。
①の歌においては、さらに2つの神格化があった。すなわち、①ーア天皇は地上界（「天下」）の神である。①ーイ天皇は天上界（「高天原」）の神である。①ーアの「天下」の神としての天皇を歌ったのは、大伴御行、柿本人麻呂であった。①ーイ「高天原」の神としての天皇を歌ったのは、柿本人麻呂と大伴家持とであった。アとイとの歌いてたちは全て、天皇に直接に仕えていた人々であった。同じく天皇に仕えながらも、藤原氏の人々は天皇を神として歌わなかった。徳川時代の仕組みにたとえると、家康を神だと見なしたのは徳川の旗本たちであり、外様大名たちは、家康を神として見なかった、とたとえられよう。ほぼ1100年後に成った『大日本帝国憲法』が「天皇ハ神聖ニシテ」と定めた近代日本の作り方にも、遠山の研究は関わってこよう。

## 研究論文・著書
- 『天皇神話の形成と万葉集』塙書房, 1998.1
- 『『古事記』成立の背景と構想』笠間書院, 2003.11
- 『平安時代の和歌と物語』鈴木一雄編、桜楓社（1983年、共著）

### 共著
- 『言葉の文明開化 継承と変容』宮崎真素美,山口俊雄,遠山一郎共著. 学術出版会, 2007.5
- 『いくさの歴史と文字文化』丸山裕美子共編. 三弥井書店, 2010.3

他に共著13篇、学術誌掲載論文34篇

## 研究助成
- 科学研究費補助金基礎研究C、研究代表者；宮崎真素美（2005年〜2006年）　
  - 研究成果『言葉の文明開化 継承と変容』（上記共著）

- 科学研究費補助金基礎研究（ S ）「戦（いくさ）に関わる文字文化と文物の総合的研究」研究代表者：遠山一郎（2007年〜2012年）
  - 研究成果
    - 『「平家正節」盲人伝承八句ーライブ映像と検索』遠山一郎編（2009年）
    - 『いくさの歴史と文字文化』（上記共著）
    - 『武家の文物と源氏物語絵巻』翰林書房（2012年）

## テレビ出演
1997年6月6日放送CBCテレビ「先生たちの英語劇」練習の様子と遠山へのインタビュー